# كارلي مكولوتش
كارلي مكولوتش (بالإنجليزية: Kaarle McCulloch) مواليد 20 يناير 1988 في نيوساوث ويلز، أستراليا، هي درّاجة أسترالية في صنف سباق الدراجات على المضمار. شاركت في دورة الألعاب الأولمبية الصيفية وفازت بميدالية أولمبية. حققت أيضا ميدالية في دورة ألعاب الكومنولث.

## الميداليات
| الميدالية | المسابقة                               |
| --------- | -------------------------------------- |
| برونزية   | الألعاب الأولمبية الصيفية 2012         |
| ذهبية     | دورة ألعاب الكومنولث 2010              |
| ذهبية     | بطولة العالم للدراجات على المضمار 2009 |
| ذهبية     | بطولة العالم للدراجات على المضمار 2010 |
| ذهبية     | بطولة العالم للدراجات على المضمار 2011 |
| فضية      | بطولة العالم للدراجات على المضمار 2012 |
| برونزية   | بطولة العالم للدراجات على المضمار 2015 |

## روابط خارجية
- كارلي مكولوتش على موقع الاتحاد الدولي للدراجات (الإنجليزية)
- كارلي مكولوتش على موقع أرشيف الدراجات (الإنجليزية)
- كارلي مكولوتش على موقع CycleBase (الإنجليزية)
- كارلي مكولوتش على موقع اللجنة الأولمبية الدولية (الإنجليزية)
- كارلي مكولوتش على موقع أوليمبيديا (الإنجليزية)
- كارلي مكولوتش على موقع اللجنة الأولمبية الأسترالية (الإنجليزية)
- كارلي مكولوتش على موقع اتحاد ألعاب الكومنولث (مؤرشف) (الإنجليزية)